# IC 447
IC 447 је рефлексиона маглина у сазвјежђу Једнорог која се налази на листи објеката дубоког неба у Индекс каталогу.
Деклинација објекта је + 9° 52' 0" а ректасцензија 6h 31m 6,0s. IC 447 је још познат и под ознакама IC 2169, LBN 903.